# کمری، اسکاتلند
کمری (به انگلیسی: Comrie) یک روستا در اسکاتلند است که در پرت و کینروس واقع شده‌است. کمری ۱٬۸۳۹ نفر جمعیت دارد.